# スーパーボーイ・アラン
『スーパーボーイ・アラン』（Super Boy Allan）は、1987年3月27日にサンソフトから発売された、ファミリーコンピュータ ディスクシステム用アクションパズルゲーム。

## 概要
遊びながら算数を学習できるゲームソフトとしてサンソフトがディスクシステム市場で展開していた「知能ゲームシリーズ」3作品の第2弾。第1弾の『アディアンの杖』は整数、第3弾の『地底大陸オルドーラ』は小数がテーマだが、本作では分数の計算を取り扱っている。
主人公の少年アランが病床の妹リラを助けるため分数の問題を解きつつ冒険する本編と、分数の問題が次々に出題されるドリル形式の「ステップ・ドリル 分数」の二つのゲームモードがある。
本作は他のディスクシステムソフトのようなディスクライターによる書き換え販売は無く、パッケージ販売のみが行われた。パッケージには、後述のように本作を題材とした漫画本が同梱されている。

## システム

### 本編
主人公アランが移動するフィールドは正面見下ろし型（トップビュー）で表示され、多くのエリアに区切られている。
各エリアに入る際、画面左下に数式が表示されるが、その一か所が伏せられている。エリア内には「？」の文字や数字、等号、不等号が描かれた丸太、または何も描かれていない丸太があり、押して転がすことができる。前述の伏せられた部分に当てはまる文字の丸太を「？」の丸太の右側に並べると、エリア内の敵が消滅しアイテム（後述）が出現する。なお、エリアによっては「？」の記号が岩などの動かせない地形に描かれていることもある。
アランが一度に転がせる丸太の数は初期状態では3個までだが、エリアのクリア後に加算されるスコアが一定値を超えるごとに数が増えていく。
本作には野菜の怪物が多く登場する。エリア内を上下左右に動く敵のほか、アランを追尾する敵や、丸太に体当たりして転がす敵もいる。いずれの敵も、丸太を転がして当てることで倒せる。敵に触れるとパワー（体力）が減り、0になるとゲームオーバーとなって、スタート地点や拠点となる山小屋から再開することになる。

### ステップ・ドリル 分数
問題の傾向ごとに分かれた全39種類のステップを次々とこなす学習モード。数式の穴埋めを行う本編とは違い、答えとなる数字を全て入力する必要がある（等号、不等号を入力する問題もある）。
数値比較問題以外の解答は整数、真分数（分母より分子の数字が小さい分数）、帯分数（加算する整数を真分数の左側に付記した分数）のいずれかで行い、仮分数（分母より分子の数字が大きい分数）や約分（分母と分子を最大公約数で割る作業）を行っていない分数での解答は不正解の扱いとなる。
一つのステップにつき5問が出題される。一定時間内に1回で正解すると20点、一定時間後に正解するか一度の不正解後の正解で10点が加算され、2回間違えると0点となる。5問終了時の得点が40点以上の場合に次のステップへ進むことができ、100点満点の場合は総合得点に100点が追加加算された上でステップを一つ飛ばすことができる。一方、30点以下の場合は同じステップをもう一度やり直すことになる。
序盤のステップでは初歩的な計算問題が出題されるが、中盤以降は、解答の数値の桁数が2桁、3桁の問題、3つの分数による加減乗除を行う問題、分数と小数同士で計算する問題といったように、本編よりも難しい問題が数多く登場する。
なお、このモードは女の子がアメリカ合衆国の各都市をマラソンで巡り一周するという形式になっている。各ステップの開始時にアメリカ合衆国の地図と大まかな現在地が表示され、ステップをクリアすると次の地域へ移動する。全ステップクリア後には、総合成績と共に成績内容に応じた女の子のコメントも表示される。

## アイテム
ここでは本編に登場するアイテムについて記述する。「スーパーパワー」以外は各エリアの問題をクリアした際に現れる。
食パン / おにぎり / カレーライス
取得するとパワーが回復する。右のものほど回復量が多い。
ロープ
丸太を引っ張ることができる。消耗品。1つ取得すると5回分補充される。
銀のオノ / 金のオノ
銀のオノは進路をふさいでいる木を、金のオノは木と岩を粉砕することができる。消耗品。最初は泉の妖精から入手する。1つ取得すると2回分補充される。
スーパーパワー
一部のエリアで丸太の下に隠されている星形のアイテム。取得したエリア内にいる間、無敵状態になる。

## 評価
- ゲーム誌『ファミリーコンピュータMagazine』の読者投票による「ゲーム通信簿」での評価は以下の通り14.94点（満30点）[1]。

| 項目 | キャラクタ | 音楽 | 操作性 | 熱中度 | お買得度 | オリジナリティ | 総合  |
| 得点 | 2.63       | 2.44 | 2.57   | 2.36   | 2.33     | 2.61           | 14.94 |

- ゲーム誌『ユーゲー』では、「『倉庫番』風のゲームで遊びながら分数の計算が学習できるが、ゲームとしては正直面白くないので、勉強以上に苦痛かも」と評している[2]。

## 漫画
本作のパッケージには、本作の世界観を掘り下げた約150ページにわたる漫画本が同梱されている。作画はただのかずみ。
全体的にコミカルな内容で、作中では分数の計算法に関する解説も随所に掲載されている。
ゲーム本編に登場するのはアランとリラのみだが、漫画版では他にも様々な人物が登場する。

### あらすじ
その昔、とある地域に人々が穏やかに暮らす平和な王国があった。この国で、ある時、国が制定した分数禁止令により追いやられた分数が具現化して人々に襲い掛かる事案が発生し、さらには突然現れた野菜の怪物までもが町中で暴れるようになった。
この事態を救えるのはかつて王家に仕えていた勇猛な一族「コラーダ一族」の男子のみであると考えた町の老人ギルは、自身の教え子である少年アランの元を訪れる。アランとその妹リラは全滅したとされるコラーダ一族の子孫だが、リラもまた野菜に襲われ病床に臥していた。ギルから命運を託されたアランは、妹を救うため、魔力を打ち消す実「ガーバの実」が生えているというローダ山頂付近の「竜牙洞（りゅうがどう）」へ向かった。

### 登場人物
アラン
城下町から離れた場所にあるローダ山麓の山小屋で暮らす少年。物語の主人公。
活発な性格で力持ち。一方で算数を大の苦手としているが、具現化した分数に襲われた妹リラの姿を見て以降、真剣に勉学に取り組むようになる。普段算数を教わっている老人ギルからの要請を受け、病床の妹を救うべく竜牙洞へ向けて旅立つ。旅先では、コラーダ一族が持つ超人的な力を発揮することがある。
リラ
ローダ山麓の山小屋で兄のアランと共に暮らす少女。
身寄りがない中で家事全般を行いつつ兄の身も案じるしっかり者。兄とは違い算数が大好きで、微積分のような高等数学にあこがれている。分数からの襲撃に続き凶暴化した野菜にも襲われて病に倒れ、体が徐々に野菜のような姿へ変わっていってしまう。
モーニャ
アランとリラの飼い猫。人間の言葉を話す。
旅に出たアランの後を追って忘れ物を届け、以降、旅に同行する。
王様
アランたちが暮らす王国の王。
一見すると少年のような見た目で言動も子供じみている。自分が苦手だからという理由で分数を禁止する法律を制定する。父王が豚肉を喉に詰まらせて亡くなったことを受け30年にわたり菜食のみの食生活を送ってきたが、肉を食べることへの欲求が抑えられず、城下町にいる魔法使いの元へ密かに相談に向かう。
バジオ
王国に仕える大臣。
王様の度重なる突飛な行動に手を焼いている。
ギル
アランとリラに算数を教える老人。後述の魔法使いの師匠でもある。
十数年前、野菜を市場に運ぶ呪文を作成したものの内容に不備があり、野菜が凶暴化して人々を襲う事態を引き起こしてしまった。この時はコラーダ一族の活躍により鎮静化したが、同じことが起きぬよう、呪文を記した巻物を、注意文を追記した上で箱の中にしまう。
魔法使い
城下町の一角で暮らしている魔法使いの若者。常に宙に浮いている。
おっとりした性格で「あはは」「えへへ」とよく笑う。なにか口実を見つけて肉を食べたいという王様の要望を受け活用できそうな呪文を探していたところ、師匠のギルがかつて記した「野菜が動き出す呪文」を発見、相棒のネズミが加筆した上で使用する。呪文の危険性を知ったのはその後だった。
ネズミ
魔法使いの相棒のネズミ。人間の言葉を話す。
無口な魔法使いとは対照的に口数が多い。